# 小叶长花柳
小叶长花柳（学名：Salix longiflora var. albescens）为杨柳科柳属下的一个变种。

## 扩展阅读
- 維基物種上的相關：小叶长花柳